# Kahlia Lawrence
Kahlia Latrelle Lawrence (Columbus, 18 febbraio 1996) è un'ex cestista statunitense.

## Carriera
È stata selezionata dalle Minnesota Lynx al secondo giro del Draft WNBA 2018 (24ª scelta assoluta).